# Korsvattnet (Åre socken, Jämtland)
Korsvattnet är en sjö i Åre kommun i Jämtland och ingår i Indalsälvens huvudavrinningsområde. Sjön har en area på 0,279 kvadratkilometer och ligger 490,6 meter över havet. Sjön avvattnas av vattendraget Anjeströmmen (Vukumanån).

## Delavrinningsområde
Korsvattnet ingår i det delavrinningsområde (706802-133193) som SMHI kallar för Utloppet av Korsvattnet. Medelhöjden är 504 meter över havet och ytan är 1,24 kvadratkilometer. Räknas de 27 avrinningsområdena uppströms in blir den ackumulerade arean 166,79 kvadratkilometer. Anjeströmmen (Vukumanån) som avvattnar avrinningsområdet har biflödesordning 2, vilket innebär att vattnet flödar genom totalt 2 vattendrag innan det når havet efter 375 kilometer. Avrinningsområdet består mestadels av skog (44 procent) och sankmarker (34 procent). Avrinningsområdet har 0,28 kvadratkilometer vattenytor vilket ger det en sjöprocent på 22,4 procent.